# 1258 Сицилија
1258 Сицилија је астероид главног астероидног појаса. Приближан пречник астероида је 44,47 ,
а средња удаљеност астероида од Сунца износи 3,186 астрономских јединица (АЈ).
Инклинација (нагиб) орбите у односу на раван еклиптике је 7,699 степени, а орбитални период износи 2078,083 дана (5,689 година). Ексцентрицитет орбите астероида износи 0,036.
Апсолутна магнитуда астероида износи 10,50 а геометријски албедо 0,056.
Астероид је откривен 8. августа 1932. године.